# Godefroy Maurice de Conflans
Godefroy Maurice de Conflans (* um 1684; † 14. März 1725 in Monistrol-sur-Loire) war ein französischer Geistlicher und Bischof von Puy.

## Leben
Godefroy (auch Godefred oder Godefroid) Maurice de Brienne de Conflans d’Armentières stammte aus der Picardie. Sein Vater Jean François, Herr von Fouilleuse, Rittmeister im Régiment Dauphin, fiel 1693 in der Schlacht bei Neerwinden. Seine Mutter war Claire-Louise Doulcet.
Zunächst wie sein Vater Offizier und Adjutant des Marschalls Boufflers, quittierte Conflans den Militärdienst und  schlug die kirchliche Laufbahn ein. Er war Lizentiat der Rechte, Generalvikar und Erzdiakon von Soissons und Kommendatarabt der Zisterzienserabtei Aiguebelle (nominiert am 14. April 1708). 1713 erhielt er das Priorat von Saint-Pierre-aux-Liens in Vesseaux (im Vivarais) und wurde am 29. Oktober 1714 Propst der Kathedrale von Soissons.
Nach Joubert war er auch Prediger (prédicateur ordinaire) am Königshof. Am 8. Januar 1721 vom König zum Bischof von Puy und Grafen von Velay ernannt und am 28. Mai präkonisiert, wurde er am 20. Juli in der Noviziatskirche der Jakobiner (Dominikaner) in Paris durch den Erzbischof von Albi, Armand-Pierre de Castries, zum Bischof geweiht, assistiert von den Bischöfen von Blois (Jean-Paul-François Le Févre de Caumartin) und Viviers (Martin de Ratabon). Während der Reise in sein Bistum wurde er in Brioude als Kanoniker und Graf der Basilika St-Julien eingesetzt.
Gleich nach dem Amtsantritt bat Bischof de Conflans die römische Kurie um das Pallium als besonderes Privileg seines exempten Bischofssitzes, was seine acht unmittelbaren Vorgänger versäumt hatten. Er erhielt es schließlich (Bulle vom 24. Januar 1724), nicht ohne einige Schwierigkeiten, von Papst Benedikt XIII., der ihn über den Kardinal Melchior de Polignac zu einem römischen Konzil einladen ließ, an dem alle unmittelbaren Suffragane teilnehmen durften.
Das Episkopat des Bischofs de Conflans war von kurzer Dauer und nicht besonders bemerkenswert. Zum Dank dafür, dass seine Bischofsstadt von der Pestepidemie 1722 in Südfrankreich verschont worden war, führte er am 3. Mai 1723 eine feierliche Dankprozession durch die Straßen von Puy mit anschließendem Pontifikalamt unter freiem Himmel. Er starb 1725 im bischöflichen Schloss in Monistrol-l’Éveque, im einundvierzigsten Jahr seines Alters, und wurde in der Pfarrkirche ebenda bestattet.